# Салангана маврикійська
Саланга́на маврикійська (Aerodramus francicus) — вид серпокрильцеподібних птахів родини серпокрильцевих (Apodidae). Мешкає на Маскаренських островах. Маврикійські салангани раніше вважалися конспецифічними з сейшельськими саланганами, однак дослідження показало, що ці два види розділилися приблизно 500 тисяч років тому, а їх загальний предок відділився від решти саланган приблизно мільйон років тому.

## Опис
Довжина птаха становить 10,5 см, довжина крила становить 108-117 см, вага 9,2-9,6 г. Виду не притаманний статевий диморфізм. Верхня частина голови чорнувато-коричнева, скроні коричневі. горло помітно світліше, сірувато-коричневе. Верхня частина тіла темно-коричневе, верхня сторона крил більш темна, надхвістя помітно світліше, сірувато-біле. Нижня частина тіла світло-сірувато-коричнева, нижні покривні пера хвоста більш темні. Махові пера і нижні першорядні покривні пера менш контрастні відносно світлої нижньої сторони крил, ніж більш темні другорядні і третьорядні нижні покривні пер. Хвіст дещо роздвоєний. Лапи дуже короткі, чорні.
Представники підвиду A. f. saffordi є дещо більш темні, ніж представники номінативного підвиду, особливо на надхвісті. Маврикійські салангани відрізняються від дещо більших за розмірами сейшельських саланган дещо коротшими крилами, меншим дзьобом, більш темною нижньою частиною тіла і помітно світлішим надхвістям.
В польоті птахи видають тихий щебет. Також вони використовують низькі металеві клацаючі звуки для ехолокації в печерах.

## Підвиди
Виділяють два підвиди:
- A. f. francicus (Gmelin, JF, 1789) — острів Маврикій;
- A. f. saffordi Kirwan, Shirihai & Schweizer, 2018 — острів Реюньйон.

## Поширення і екологія
Маврикійські салангани мешкають мешкають на Реюньйоні та на Маврикії. Вони зустрічаються в різноманітних природних середовищах, зокрема в тропічних лісах, чагарникових заростях, на луках і полях. Гніздяться переважно в лавових тунелях і на стелях печер. На Реюньйоні гніздування було зафіксоване в покинутому залізничному тунелі між Сан-Дені і Ла-Гранд-Шалуп.
Маврикійські салангани, на відміну від сейшельських саланган, ведуть переважно денний спосіб життя, зоча вони можуть орієнтуватися в темряві печер завдяки ехолокації. Під час негніздового періоду вони також певертаються на ночівлю до місць гніздування в печерах, де ночують парами. Як правило, вони прибувають до печер менш ніж через 20, максимум через 35 хвилин після настання темряви. Маврикійські салангани живляться комахами, яких ловлять в польоті. Вони шукають здобич поодинці або невеликими зграйками, переважно над озерами, в інших місцями на висоті понад 20 м над землею, при хорошій погоді на значно вищих висотах.
Маврикійські салангани розмножуються протягом всього року. Їх гнізда мають дугоподібну форму і прикріплюються до більш-менш вертикальних поверхонь в печерах. Вони робляться з рослинності, лишайників, зокрема уснеї і хвойних голок, зокрема казуаринових, скріплених за допомогою слини. В кладці два білих яйця розміром 19,4×13 мм. Інкубаційний період триває 21-23 дні, пташенята вилуплюються синхронно і покидають гніздо через 45-55 днів після вилуплення. За сезон може вилупитися 2, іноді 3 виводки. Успішність гніздування доволі висока і становить 84%.

## Збереження
МСОП класифікує стан збереження цього виду як близький до загрозливого. За оцінками дослідників, популяція маврикійських саланган на Реюньйоні становить приблизно 20 тисяч птахів, а на Маврикії від 2244 до 2610. Їм може загрожувати знищення природного середовища.